# Bambusa hainanensis
Bambusa hainanensis är en gräsart som beskrevs av Liang Chi Chia och Hok Lam Fung. Bambusa hainanensis ingår i släktet Bambusa och familjen gräs.
Artens utbredningsområde är Hainan (Kina). Inga underarter finns listade i Catalogue of Life.